# Serra de l'Obaga Fosca
La Serra de l'Obaga Fosca és una serra situada entre els municipis de Castellbell i el Vilar i de Sant Vicenç de Castellet, a la comarca catalana del Bages, amb una elevació màxima de 398 metres.